# Jean-Baptiste Dubos
Pour les articles homonymes, voir Dubos.
L'abbé Jean-Baptiste Dubos, né le 14 décembre 1670 à Beauvais et mort le 23 mars 1742 à Paris, est un homme d'Église, diplomate et historien français.

## Biographie

### Jeunesse
Fils de Claude du Bos, marchand échevin de Beauvais, et de Marguerite Foy (fille d'un maire de Beauvais et sœur de l'abbé Foy de Saint-Hilaire), Dubos fait ses premières études dans sa ville natale, avant de venir les achever à Paris où il étudie la théologie, puis le droit public. Après avoir été reçu bachelier de Sorbonne en 1691.

### Diplomate
Il entre dans les bureaux de Jean-Baptiste Colbert de Torcy, qui le charge de missions secrètes auprès de diverses cours de l’Europe, en Allemagne, en Italie, en Angleterre, en Hollande. Il s'en est acquitté en négociateur habile, ayant pris une part importante aux traités conclus à Utrecht, Baden et Rastatt.
Chargé des négociations de paix lors de la guerre de Hollande qui oppose la France et ses alliés aux pays qui formeront plus tard la Quadruple-Alliance, l’abbé Dubos publie en 1703 Les Interests de l'Angleterre mal entendus dans la guerre présente, dont certains chapitres contiennent des révélations que les Hollandais mettront à profit, ce qui a fait dire à certains que son livre aurait dû être nommé Les Intérêts de l'Angleterre mal entendus par l'abbé Dubos.
Il s’agit probablement d’un ouvrage de commande fait sur ordre de la cour de France, qui lui avait fourni les mémoires. Dubos y fait, sur l’Angleterre, des prédictions funestes qui ne se sont pas réalisées mais il y prédit également que les colonies britanniques en Amérique se révolteraient un jour contre leurs maîtres.
Puis, le régent et le cardinal Dubois firent le même usage, avec le même succès, de ses talents.
Ses nombreux services furent récompensés par des bénéfices et des pensions, et enfin par l’abbaye de Notre-Dame de Ressons près de Beauvais, après quoi il abandonna la politique pour se consacrer à l’histoire.

### Historien
Dubos était un diplomate, même si ses succès dans le service du Roi et dans les lettres, notamment ses Réflexions critiques sur la poésie et la peinture (1719), le conduisirent à l’Académie française en 1720, dont il devint secrétaire perpétuel en 1722. Historien de la diplomatie, ses ouvrages témoignent de son érudition et son Histoire critique de l’établissement de la monarchie française dans les Gaules est son livre le plus important. L’étude exhaustive que lui a consacré Alfred Lombard en 1913 en a éclairé la genèse, le contenu, la forme.

#### La France et sa monarchie héritières de Rome
Dans cette œuvre, pour laquelle il commença à accumuler de la documentation dès 1718, parue en 1734 et profondément remaniée en 1742, l’abbé Dubos ne parcourt que les deux premiers siècles de cette monarchie, dont il montre les commencements. Les six livres dont elle est composée commencent par une vue générale de l’Empire romain à la fin du IVe siècle et au début du Ve et vont jusqu’aux successeurs de Clovis en 540. L’ensemble des peuples barbares, et pas seulement les Francs, sont étudiés. L’analyse peut parfois remonter plus haut ou descendre plus bas.
Avec de savantes recherches, des réflexions profondes et des raisonnements judicieux, il souhaite mettre en évidence le fait que, dès le commencement, les rois de France ont été absolus et que le royaume a toujours été héréditaire. Dans cet ouvrage plein de principes de droits publics et d’excellents raisonnements politiques au style diffus, l’abbé Dubos a traité en maître la question de la loi salique, d’où il s’ensuivrait que cette loi était non une loi écrite mais une coutume aussi ancienne que la monarchie.
L'abbé Dubos y réfute les idées de Boulainvilliers sur la noblesse mais ce n'est qu'un point particulier et pas le plus important du système qu'il entend bâtir. Pour Dubos, Boulainvilliers est un homme qui n’a jamais « eu la réputation d’être un savant dans les Antiquités ».
L'inventaire des sujets abordés montre qu'ils se répartissent autour de cinq grands axes :
1. La nature des pouvoirs dans l'Empire romain : l’empereur est désigné le plus souvent par le Sénat ; la succession impériale est à la fois ou alternativement héréditaire ou élective.
2. Les Barbares installés de longue date dans l’Empire, sont principalement des soldats, leurs chefs des officiers auxiliaires ou même réguliers de l’armée romaine, ce qui fournit l’occasion à Dubos de donner une interprétation de la fameuse lettre de Remi de Reims à Clovis au moment de son avènement, qui est celle adoptée par la science moderne, grâce à une meilleure lecture du texte ; les Francs, bien avant Clovis.
3. Il n'y a pas de trace de différences de statuts entre Romains et Francs, les Francs paient le tribut comme les autres et il n'y a pas de noblesse en leur sein ; la noblesse est une institution romaine, à laquelle s'agrègèrent des Francs et ces derniers ne constituent pas une noblesse dominant les Gallo-romains. Il attaque l’idée que « Clovis ait réduit les anciens habitants à une condition proche de la servitude, attribuant aux Francs une autorité sur le peuple gaulois, avec une distinction formelle, telle que du maître et de l’esclave.
4. Il n’y a pas de trace d’une élection des rois francs après la conquête, la monarchie est héréditaire dès l’origine et absolue, la vieille institution germanique de l’Assemblée générale et régulière des guerriers a déjà disparu.
5. La monarchie française est en fait la seule héritière légitime et directe de Rome, ce qui la singularise parmi les monarchies européennes. Ce droit « est la cession authentique qui lui a été faite de ces provinces par l’Empire romain, qui depuis près de six siècles les possédait à titre de conquête. […] La monarchie française est donc, de tous les États subsistants, le seul qui puisse se vanter de tenir les droits immédiatement de l’ancien Empire romain ». En France, l'effet conjugué du baptême de Clovis, qui en fait le seul souverain catholique du monde romain et des dignités romaines et cessions formelles octroyées par les empereurs Anastase et Justinien, constitue la double source de la légitimité du roi de France et de leur supériorité sur tous les autres souverains européens. À ces éléments fondamentalement romains, peuvent s'ajouter des apports germaniques comme la loi salique, qui ont conforté cette légitimité et assuré par des règles de successions strictes, sa continuité mais le signe créateur vient de Rome.

Il n’y a pas de préjugé de classe dans l’œuvre de Dubos, il y a une vision diplomatique et historique de l’état de l’Europe autour du problème de la continuité étatique ; la question de l’origine de la noblesse n'est abordée que ponctuellement chez lui, de même qu'elle n'est évoquée que brièvement, comme en passant, par Boulainvilliers : elle ne prendra de l'importance qu'à la veille de la Révolution car elle mettait en cause l’unité de la nation.

#### Réception des idées de l'abbé Dubos
Les idées de l'abbé Dubos seront très bien reçues dans les milieux royaux et plus généralement dans l'ensemble de la société. Elles ne rencontreront de résistance que chez certains théoriciens de la noblesse et du libéralisme aristocratique attirés par l'idée émise par Boulainvilliers que la noblesse française tire son origine et sa liberté face au pouvoir royal d'une conquête franque.
- La monarchie des légistes puis la monarchie absolue centralisatrice et ministérielle adopte la thèse romaine mais sans recevoir totalement et officiellement le droit romain[7]. La prédominance de l’attrait pour la culture et l’histoire romaines est forte sous l’Ancien Régime. Les chiffres relatifs aux livres édités en France et recensés par l'historienne Chantal Grell comprennent les traductions et les commentaires : la prédominance du latin et de Rome est visible[6]. Un décompte dans un échantillon plus étroit et plus précis, celui des Discours et Mémoires lus à l’Académie des inscriptions de 1715 à 1795, donne des résultats équivalents mais plus remarquables encore compte tenu du rôle officiel de l’Académie. Cette prédominance sa manifeste dans la culture des « belles-lettres » comme dans celle de l’érudition et de l’histoire et s’accentue au XVIIIe siècle jusqu’à la Révolution ; elle est écrasante quand on considère les travaux qui concernent l’histoire militaire et la « législation et les institutions ». Les Français d’Ancien Régime et leur monarchie, pour avoir succédé en Gaule à l’Empire romain, pour en revendiquer leurs lois ou pour s’en démarquer, ne cessent de s’y songer et de s’y référer[8]. Pour une très grande majorité des Français du XVIIIe siècle, la France était l’héritière de Rome : pas seulement pour des spécialistes du droit comme Henri François d'Aguesseau ou J.-C. Ferrière ou des académiciens (La Bléterie, Bouchaud) mais des philosophes comme Rousseau ou Mably, des polygraphes polémistes comme Linguet[9].
- L'opposition à cette idée vint de certains milieux de la noblesse, soucieux de s'opposer au pouvoir royal et séduits par les idées de Boulainvilliers. Dubos ayant tenté de démontrer que les Francs pénétrèrent la Gaule, non en conquérants, mais comme auxiliaires de l'Empire romain comme Childéric Ier, puis avec le soutien des populations et du clergé gallo-romains après la conversion de Clovis ; Montesquieu s'opposa à cette thèse dans son Esprit des lois (chapitre XXX) : « mes idées sont perpétuellement contraires aux siennes ; et que, s’il a trouvé la vérité, je ne l’ai pas trouvée. […] Monsieur l’abbé Dubos veut ôter toute espèce d’idée que les Francs soient entrés dans les Gaules en conquérants : selon lui, nos rois, appelés par les peuples, n’ont fait que se mettre à la place, et succéder aux droits des empereurs romains[Note 2]. » Dans la controverse qui opposa l'abbé Dubos à Montesquieu, l'historien Claude Nicolet affirme que le premier est plus proche des exigences scientifiques du métier d’historien[10].

### Théoricien de l'esthétique

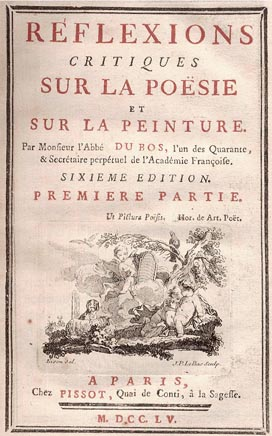
Réflexions critiques sur la poésie et sur la peinture publiées en 1719.

Parues pour la première fois en 1719 et souvent rééditées, les Réflexions critiques sur la poésie et sur la peinture de l’abbé Dubos ont marqué un tournant dans la pensée esthétique et exerceront une influence considérable sur le développement de l’art théâtral et de la musique tout au long du siècle des Lumières.

## Publications
- Histoire des quatre Gordiens, prouvée et illustrée par les médailles (1695).
- Les Interests de l'Angleterre mal-entendus dans la guerre présente (1703).
- Histoire de la ligue faite à Cambray entre Jules II, Maximilien Ier, Louis XII, Ferdinand V, et tous les princes d'Italie, contre la république de Venise (1709).
- Réflexions critiques sur la poésie et sur la peinture (1719) Texte en ligne.
- Histoire critique de l'établissement de la monarchie française dans les Gaules, 3 vol. in-4°, (1734) Texte en ligne (CNRS) et Wikisource.